# Zespół Szkół im. Hipolity i Kazimierza Gnoińskich w Siennicy
Zespół Szkół imienia Hipolity i Kazimierza Gnoińskich w Siennicy – jeden z rejestrowanych zabytków miasta Siennicy, w powiecie mińskim, w województwie mazowieckim.
Budynek został wzniesiony w latach 1923-1926 jako gmach seminarium nauczycielskiego. Stanowi przykład dobrze zaprojektowanej placówki edukacyjnej z czasów dwudziestolecia międzywojennego. Gmach został zbudowany według nagrodzonego w 1922 roku w paryskim konkursie architektonicznym projektu Aleksandra Bojemskiego. Decyzja o budowie została podjęta przez prezydenta Rzeczypospolitej Polskiej Stanisława Wojciechowskiego, natomiast finansowo została wsparta przez właściciela Dłużewa, Stanisława Pobóg-Dłużewskiego.
Budowla charakteryzuje się dużym rozmachem i zastosowaniem najnowszych rozwiązań, m.in. szerokimi korytarzami i obszerną salą widowiskowo-sportową.
Szkoła jest siedzibą Izby Pamięci Siennickich Szkół. W Izbie są zgromadzone informacje na temat historii mazowieckiej oświaty, tradycji kształcenia i wychowania, walki o polskość i niepodległość a także eksponaty kultury materialnej.